# Wendell Culley
Pour les articles homonymes, voir Culley.
Wendell Cullet (Philips Wendell Culley) est un trompettiste de jazz américain, né le 8 janvier 1906 à Worcester (Massachusetts) et décédé le 8 mai 1983.

## Biographie
Ayant débuté dans des formations locales, il joue ensuite avec les « Bill Brown's Brownies » (1929), avec Horace Henderson (1930) puis avec Cab Calloway (1930-1931). De 1931 à 1942, il est membre de l'orchestre de Noble Sissle. En 1944, il joue dans l'orchestre de Lionel Hampton où il reste jusqu'en 1949. En 1951, il rejoint le big band de Count Basie.
En 1959, il abandonne la musique pour se reconvertir dans les assurances.

## Son style
Wendell Culley était premier trompette de big band, un partenaire d'orchestre fiable et très apprécié chez Hampton et Basie. Il eut quelques occasions d'être enregistré en soliste. La plus connue est sa superbe performance sur Little Darlin' de Count Basie.

## Repères discographiques
- 1944 : Evil gal blues
- 1946 : Air Mail special
- 1947 : Midnight sun
- 1957 : Little Darlin'
- 1958 : The Atomic Mr. Basie